# Aree naturali protette del Canton Appenzello Esterno
Le aree naturali protette del Canton Appenzello Esterno includono 1 paesaggio, sito o monumento naturale, 1 zona palustre, 16 paludi basse, 18 torbiere alte, 1 zona golenale, 2 prati e pascoli secchi, 1 bandita di caccia e 4 siti di riproduzione degli anfibi, di cui 3 fissi e 1 mobile.

## Elenco
Questa lista è suscettibile di variazioni e potrebbe essere incompleta o non aggiornata.

| Immagine | Codice | Nome         | Comune           | Iscrizione | Revisione |
| -------- | ------ | ------------ | ---------------- | ---------- | --------- |
|          | 1612   | Säntisgebiet | Hundwil, Urnäsch | 1996       |           |

| Immagine | Codice | Nome      | Comune           | Iscrizione | Revisione |
| -------- | ------ | --------- | ---------------- | ---------- | --------- |
|          | 62     | Schwägalp | Hundwil, Urnäsch | 1996       | 2004      |

| Immagine | Codice | Nome                                   | Comune           | Iscrizione | Revisione |
| -------- | ------ | -------------------------------------- | ---------------- | ---------- | --------- |
|          | 108    | Höch Hirschberg                        | Gais             | 1994       | 1996      |
|          | 111    | Gross Moos/Rietlerwald                 | Gais             | 1994       |           |
|          | 112    | Langmoos/Foren                         | Gais             | 1994       | 1996      |
|          | 115    | Hofguetmoor                            | Gais             | 1996       |           |
|          | 145    | Östl. Haumösli                         | Urnäsch          | 1994       |           |
|          | 531    | Potersalp                              | Hundwil          | 1994       | 1996      |
|          | 880    | Egg                                    | Urnäsch          | 1994       |           |
|          | 885    | Moor nordwestlich Gisleren/Schönauwald | Urnäsch          | 1996       |           |
|          | 888    | Breitmoos                              | Urnäsch          | 1994       |           |
|          | 889    | Untere Fischeren                       | Urnäsch          | 1994       |           |
|          | 891    | Burket Wald                            | Urnäsch          | 1994       |           |
|          | 892    | Forenmösli/Burketwald/Paradisli        | Urnäsch          | 1994       |           |
|          | 894    | Moore zwischen Alp Stöck und Gschwend  | Urnäsch          | 1996       |           |
|          | 899    | Stillert                               | Urnäsch          | 1994       |           |
|          | 913    | Moore im Trämelloch                    | Hundwil, Urnäsch | 1994       | 1996      |
|          | 914    | Cholwald Schwägalp                     | Hundwil, Urnäsch | 1994       | 1996      |

| Immagine | Codice | Nome                                                          | Comune           | Iscrizione | Revisione |
| -------- | ------ | ------------------------------------------------------------- | ---------------- | ---------- | --------- |
|          | 138    | Moore auf dem Chräzerenpass (Schwarzegg, Lauchriet, Witiriet) | Hundwil          | 1991       | 2003      |
|          | 139    | Cholwald Schwägalp                                            | Hundwil, Urnäsch | 1991       |           |
|          | 143    | Forenmösli/Burketwald/Paradisli                               | Urnäsch          | 1991       |           |
|          | 144    | Bruggerenwald                                                 | Urnäsch          | 1991       |           |
|          | 145    | Stillert                                                      | Urnäsch          | 1991       |           |
|          | 146    | Potersalp                                                     | Hundwil          | 1991       | 2003      |
|          | 165    | Suruggen/Chellersegg                                          | Trogen           | 1991       |           |
|          | 166    | Hofguetmoor                                                   | Gais             | 1991       |           |
|          | 167    | Hirschberg                                                    | Gais             | 1991       |           |
|          | 168    | Forenmoos/Schachenmoos                                        | Gais             | 1991       |           |
|          | 537    | Untere Fischeren                                              | Urnäsch          | 1991       |           |
|          | 580    | Moor südöstlich Beldschwendi                                  | Schwellbrunn     | 1991       |           |
|          | 581    | Guggenhalden                                                  | Urnäsch          | 1991       |           |
|          | 582    | Moor auf dem Schwarzenberg                                    | Urnäsch          | 1991       |           |
|          | 583    | Moor nordwestlich Gisleren/ Schönauwald                       | Urnäsch          | 1991       |           |
|          | 592    | Breitmoos                                                     | Urnäsch          | 1991       |           |
|          | 596    | Moore zwischen Alp Stöck und Gschwend                         | Urnäsch          | 1991       |           |
|          | 597    | Moor zwischen Telleren und Chli Langboden                     | Urnäsch          | 1991       |           |

| Immagine | Codice | Nome          | Comune  | Iscrizione | Revisione |
| -------- | ------ | ------------- | ------- | ---------- | --------- |
|          | 371    | Ampferenboden | Urnäsch | 2003       |           |

| Immagine | Codice | Nome       | Comune  | Iscrizione | Revisione |
| -------- | ------ | ---------- | ------- | ---------- | --------- |
|          | 1705   | Giger      | Gais    | 2010       |           |
|          | 1708   | Nusshalden | Hundwil | 2010       |           |

| Immagine | Codice | Nome               | Comune  | Iscrizione | Revisione |
| -------- | ------ | ------------------ | ------- | ---------- | --------- |
|          | AR1    | Saumweiher         | Herisau | 2017       |           |
|          | AR44   | Grub AR/Dorfweiher | Grub    | 2001       | 2017      |
|          | AR118  | Wissenbachschlucht | Herisau | 2001       |           |

| Immagine | Codice | Nome           | Comune | Iscrizione | Revisione |
| -------- | ------ | -------------- | ------ | ---------- | --------- |
|          | AR2    | Kiesgrube List | Stein  | 2001       |           |

| Immagine | Codice | Nome   | Cantone                               |
| -------- | ------ | ------ | ------------------------------------- |
|          | 16     | Säntis | Appenzello Esterno Appenzello Interno |